# Berberis mairei
Berberis mairei är en berberisväxtart som beskrevs av Ahrendt. Berberis mairei ingår i släktet berberisar, och familjen berberisväxter. Inga underarter finns listade i Catalogue of Life.